# Militärpatrull vid olympiska vinterspelen 1924
Resultat från tävlingen i militärpatrull vid olympiska vinterspelen 1924 i Chamonix, som hölls den 29 januari 1924. 

## Resultat

### Herrar
| Pl. | Lag                                                                                       | Åktid   | Träffar | Sluttid |
| --- | ----------------------------------------------------------------------------------------- | ------- | ------- | ------- |
| 1   | Schweiz Denis Vaucher (kapten) Alphonse Julen Antoine Julen Alfred Aufdenblatten          | 4:00.06 | 8       | 3:56.06 |
| 2   | Finland Väinö Bremer (kapten) Heikki Hirvonen Ville Mattila August Eskelinen              | 4:05.40 | 11      | 4:00.10 |
| 3   | Frankrike Camille Mandrillon (kapten) André Vandelle Georges Berthet Maurice Mandrillon   | 4:19.53 | 2       | 4:18.53 |
| 4   | Tjeckoslovakien Karel Buchta (kapten) Jan Mittlöhner Josef Bím Bohuslav Josífek           | 4:22.24 | 5       | 4:19.54 |
| −   | Italien Piero Dente (kapten) Albino Bich Goffredo Lagger Paolo Francia                    | DNF     |         |         |
| −   | Polen Zbigniew Wóycicki (kapten) Stanisław Kądziołka Szczepan Witkowski Stanisław Chrobak | DNF     |         |         |

1. ↑  30 sekunders avdrag på tiden för varje träff.

## Deltagare
24 deltagare från sex länder medverkade:
- Finland (4)
- Frankrike (4)
- Italien (4)
- Polen (4)
- Schweiz (4)
- Tjeckoslovakien (4)